# Oude Algemene Begraafplaats Hogewal
De Oude Algemene Begraafplaats Hogewal is een begraafplaats uit 1829 op de voormalige stadswal Holle Bolwerk aan de Hoge Wal in Woerden.

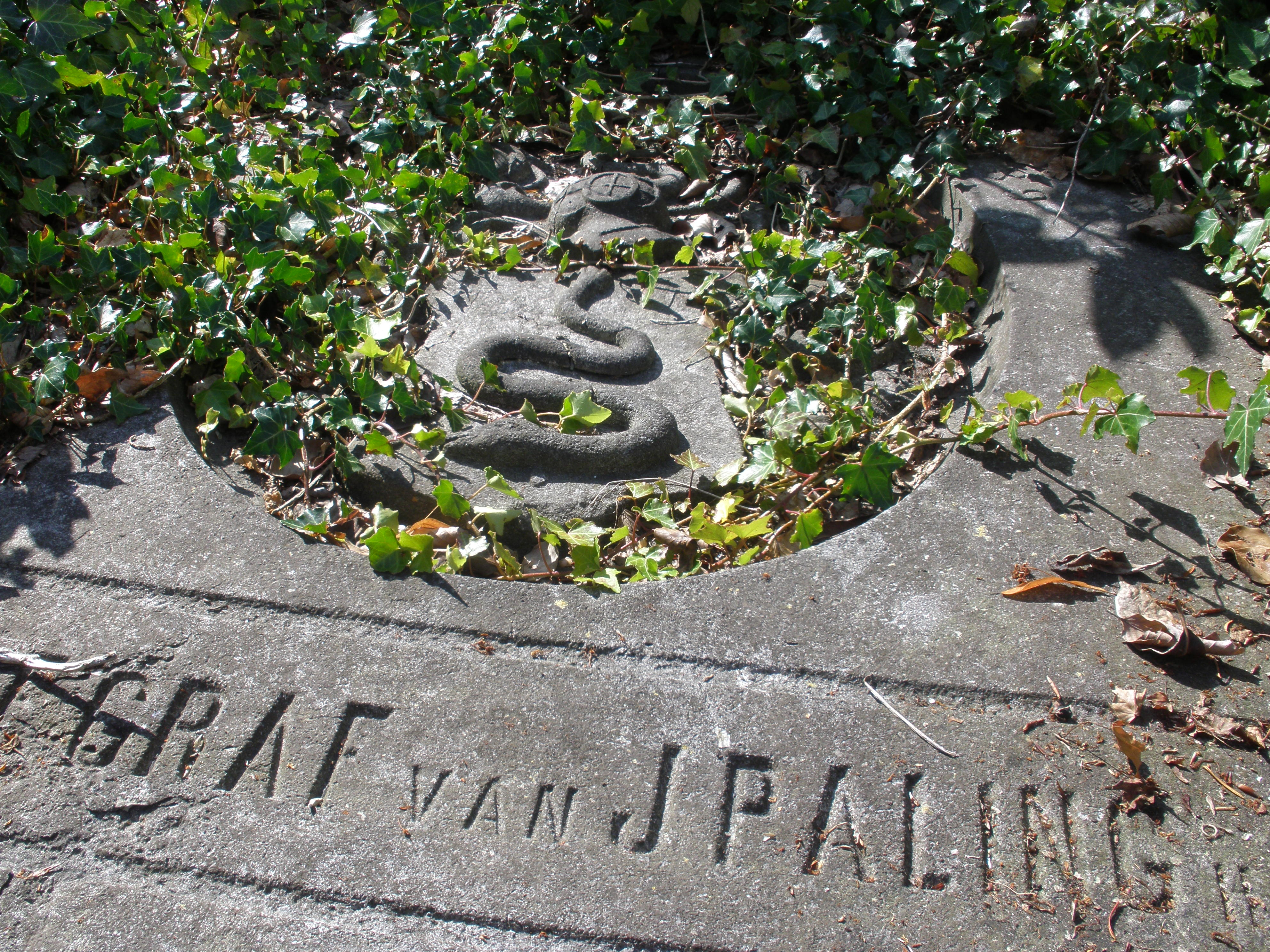
Graf van familie Paling met wapen

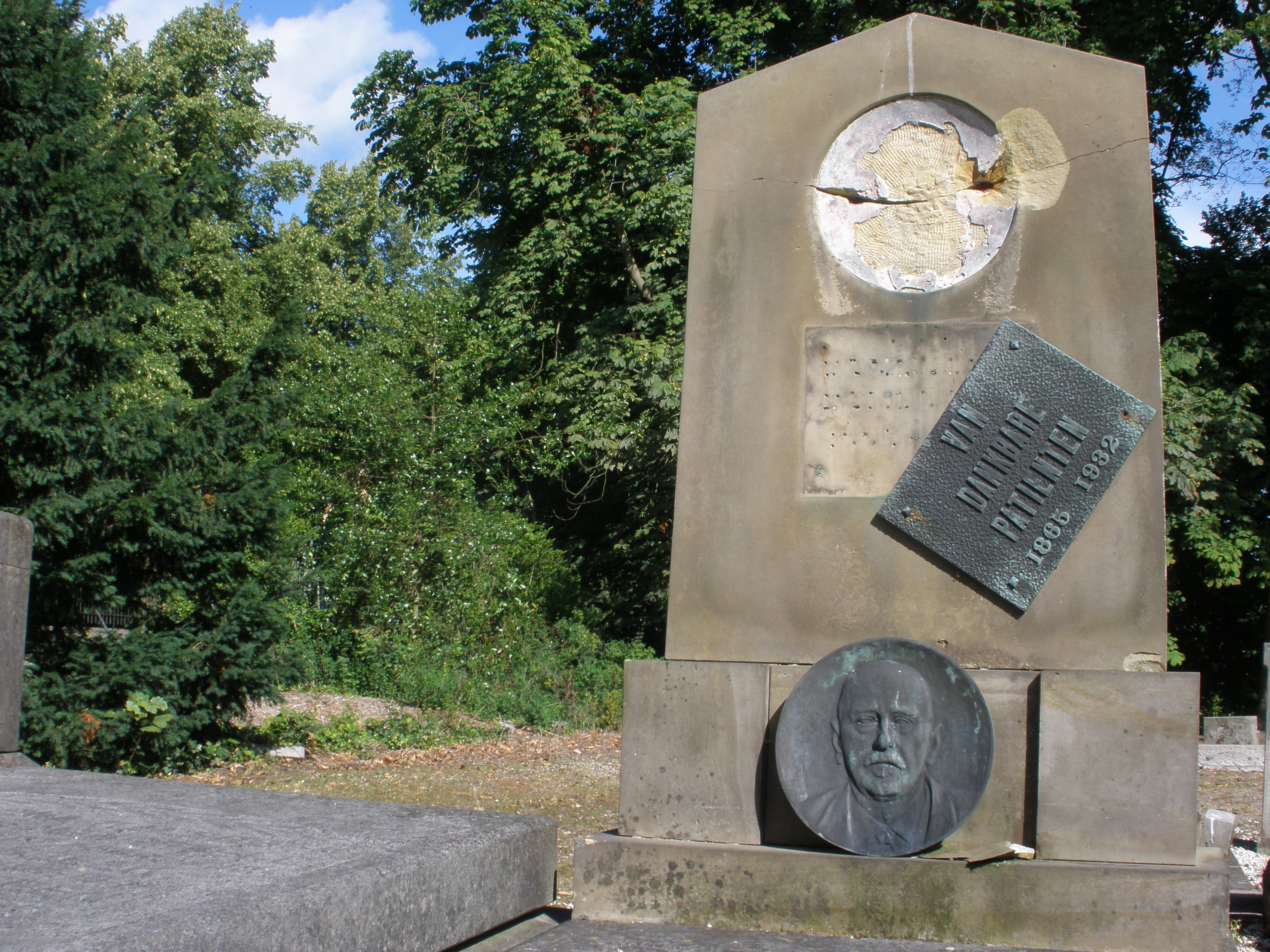
Vervallen graf

## Kenmerken
De begraafplaats heeft de vorm van een ongelijkbenige vijfhoek, omdat het gerealiseerd is op de plaats van het voormalige bolwerk, een restant van de vestingwal rond Woerden, en dus deze contouren volgt. Tijdens de aanleg van het bolwerk in 1576 werden delen van wat later bleek een Romeins schip gevonden.  De begraafplaats wordt gedeeltelijk omringd door een muur met daarop een hekwerk en door de stadsgracht. In 1935 was de begraafplaats vol en werd de Nieuwe Algemene Begraafplaats Meeuwenlaan geopend. Sinds 2002 wordt er niet meer begraven op de Hogewal.

## Eerste graven
Met de opening van deze begraafplaats kwam er een einde aan het begraven binnen de stad Woerden. Later dat jaar werd dit door Koning Willem I in heel Nederland verboden.
Op 11 januari 1829 vond de eerste begrafenis plaats. Het betrof hier een kind. In het grafboek staat vermeld: 11 Januari. Een kint van Aart Blok Wz., welke is de eerste welke op het burgerlijke kerfkhoff is begraven. En lijd op de eerste rang.
Het eerste graf met een grafsteen was dat van de kinderloze steenfabrikant Jan de Koning, overleden op 26 februari 1829 te Barwoutswaarder, 54 jaar oud. De grafsteen werd geplaatst op 11 mei 1829. Zijn graf is echter niet lang blijven bestaan en uiteindelijk geruimd. Delen van de grafsteen zijn in de knekelput beland en uiteindelijk gebruikt voor de fundering van een hek bij de directiewoning van de gasfabriek in Woerden.

## Poortgebouw
Een poortgebouw uit 1830 geeft toegang tot de begraafplaats. Dit poortgebouw is ook een rijksmonument. Een spijlenhekwerk sluit de doorgang af en heeft dezelfde stijl als het hekwerk op de ommuring. Naast de doorgang bevinden zich aan beide zijden dienstruimten: een baarruimte en een opslagruimte voor materialen. In 1875 is het poortgebouw verbouwd en is de oorspronkelijke vlakke en ornamentloze voorgevel voorzien van een neoclassicistische detaillering. Op het fronton staat een vlinder afgebeeld met geknakte en verdorde bloemen. Dit zijn zogenaamde vergankelijkheidssymbolen, waarbij de vlinder symbool staat voor nieuw leven. In 2007 werd het dak beschadigd door een omgevallen boom. Hierop werd het dak afgedekt met blauw plastic tot aan de restauratie.

## Heden en toekomst
Hoewel de grafvelden en het poortgebouw sinds 2000 een rijksmonument zijn, werd er lange tijd geen onderhoud gepleegd en raakten veel graven verzakt en beschadigd. Het gemeentebestuur besloot in 2008 om de begraafplaats te restaureren en op te knappen. In 2009 werd het poortgebouw gerestaureerd en in de jaren daarna zal ook de rest van de begraafplaats worden opgeknapt.

## Afbeeldingen

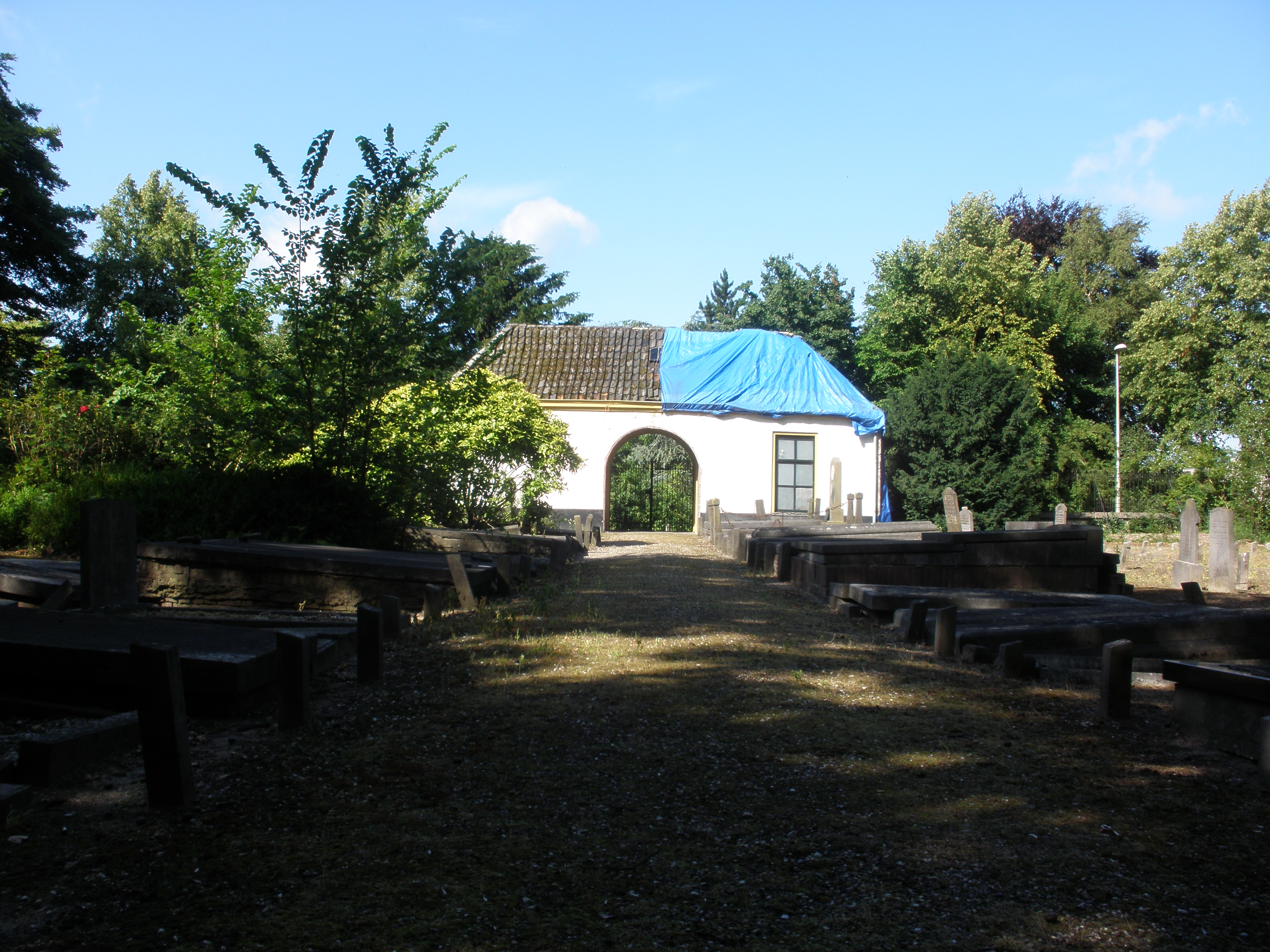
Toegangspoort in 2009 (voor de restauratie)
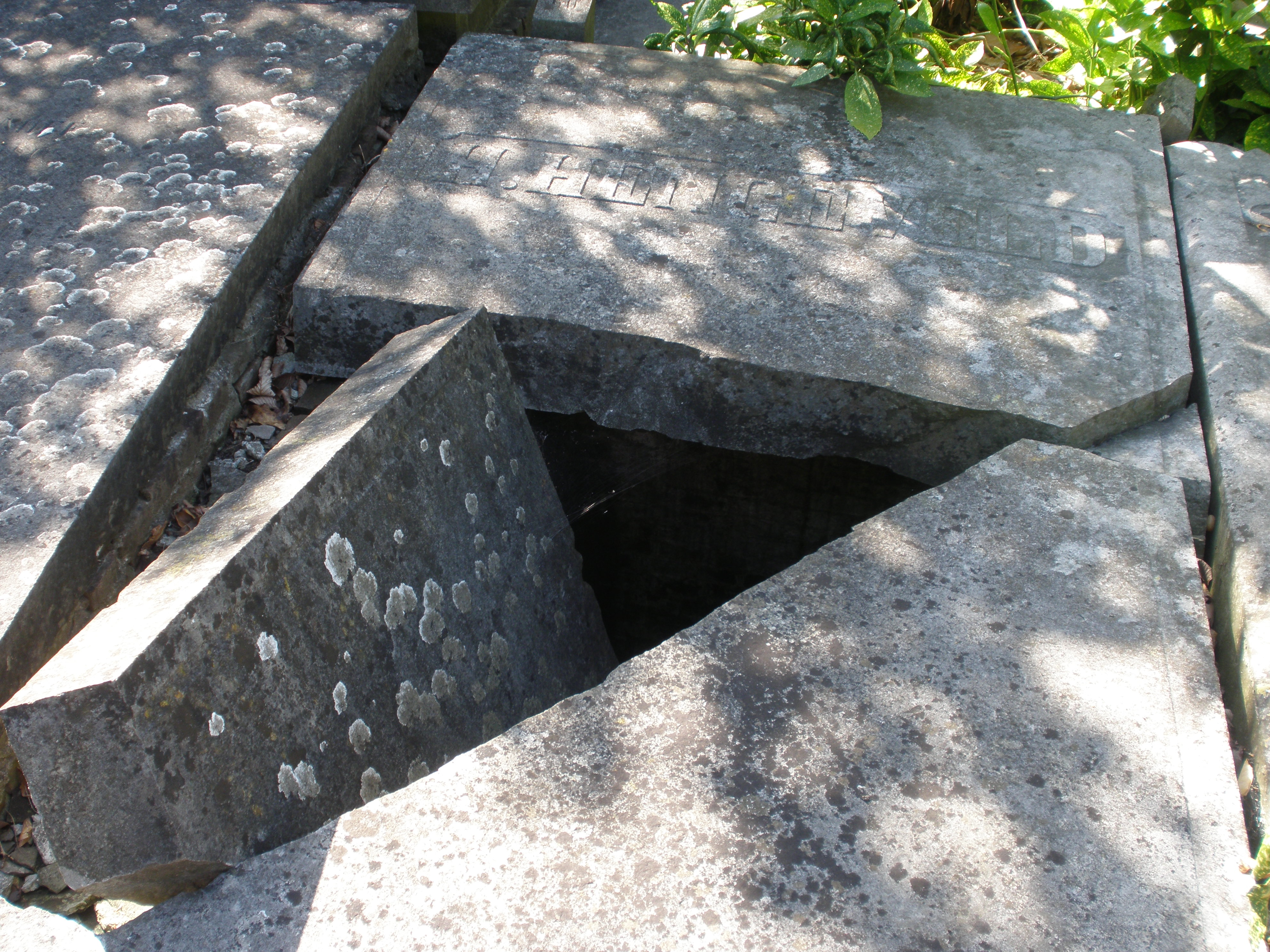
Beschadigd graf

Stedelijk gebied Woerden: Oude Algemene Begraafplaats Hogewal · Nieuwe Algemene Begraafplaats Meeuwenlaan · Begraafplaats Rijnhof · Rooms-Katholieke Begraafplaats Hoge Wal · Israëlitische Begraafplaats Westdam · Familiebegraafplaats Groeneveld
Harmelen: Algemene Begraafplaats Leidsestraatweg

Kamerik: Nederlands Hervormde Begraafplaats Kamerik · Nieuwe Algemene Begraafplaats Van Teylingenweg · Rooms-Katholiek Kerkhof St. Hippolytus

Zegveld: Nederlands Hervormde Begraafplaats Zegveld